# Caunetas
Caunetas en Val (en francès Caunettes-en-Val) és un municipi francès situat al departament de l'Aude i a la regió d'Occitània.